# Dendragama boulengeri
Genre
Espèce
Synonymes
- Acanthosaura schneideri Ahl, 1926
- Salea rosaceum Guibe, 1954

Dendragama boulengeri, unique représentant du genre Dendragama, est une espèce de sauriens de la famille des Agamidae.

## Répartition
Cette espèce est endémique de Sumatra en Indonésie.

## Étymologie
Cette espèce est nommée en l'honneur de George Albert Boulenger.

## Publication originale
- Doria, 1888 : Note Erpetologiche - Alcuni nuovi Sauri raccolti in Sumatra dal Dr. O. Beccari. Annali del Museo Civico di Storia Naturale di Genova, sér. 2, vol. 6, no 26, p. 646-652 (texte intégral).